# Charlotte Bergmann
Charlotte Bergmann (* 30. November 1920 in Breslau) ist eine ehemalige deutsche Politikerin (LDPD). Sie war von 1958 bis 1963 Abgeordnete der Volkskammer der DDR.

## Leben
Charlotte Bergmann wurde als Tochter eines Lehrers geboren und besuchte zunächst die Oberschule in Breslau. Danach studierte sie 1939 bis 1944 an der Universität Breslau und promovierte 1944 in Berlin mit der Dissertation Heilbare Kindermißhandlungsfälle zum Dr. med. Anschließend war sie als Ärztin in Glogau und Leipzig tätig. 1950 bestand sie die Kreisarztprüfung und arbeitete als Fachärztin für Sozialhygiene. 

## Politik
Bergmann beantragte am 4. Mai 1938 die Aufnahme in die NSDAP und wurde zum 1. September desselben Jahres aufgenommen (Mitgliedsnummer 6.963.848). Nach dem Zweiten Weltkrieg trat sie 1945 der LDP (später umbenannt in LDPD) bei und übte mehrere ehrenamtliche Funktionen, u. a. ab 1958 als stellvertretende Vorsitzende des LDPD-Kreisvorstandes Leipzig aus. Im Jahr 1953 wurde sie Referatsleiterin in der Abteilung Gesundheits- und Sozialwesen beim Rat des Bezirkes Leipzig und 1957 zur Stadtverordneten in Leipzig gewählt. Von 1958 bis 1963 war sie Abgeordnete der Volkskammer und gehörte dem Ausschuss für Gesundheitswesen an. Von 1960 bis 1963 war sie Mitglied des Zentralvorstandes der LDPD. Im Juli 1960 wurde sie Mitglied des DDR-Komitees für die Solidarität mit den Völkern Afrikas. Während der 3. Wahlperiode heiratete sie und nahm den Namen Zieboltz an.

## Werke
- Heilbare Kindermißhandlungsfälle. In: Zeitschrift für Kinderforschung. 47 (1939), S. 117–141.